# Perfil L

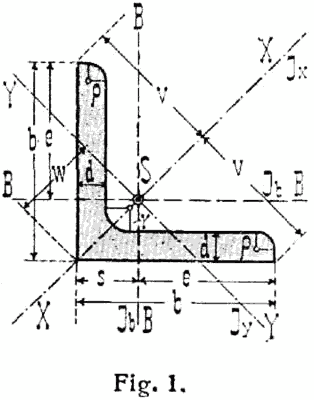
Perfil Ll

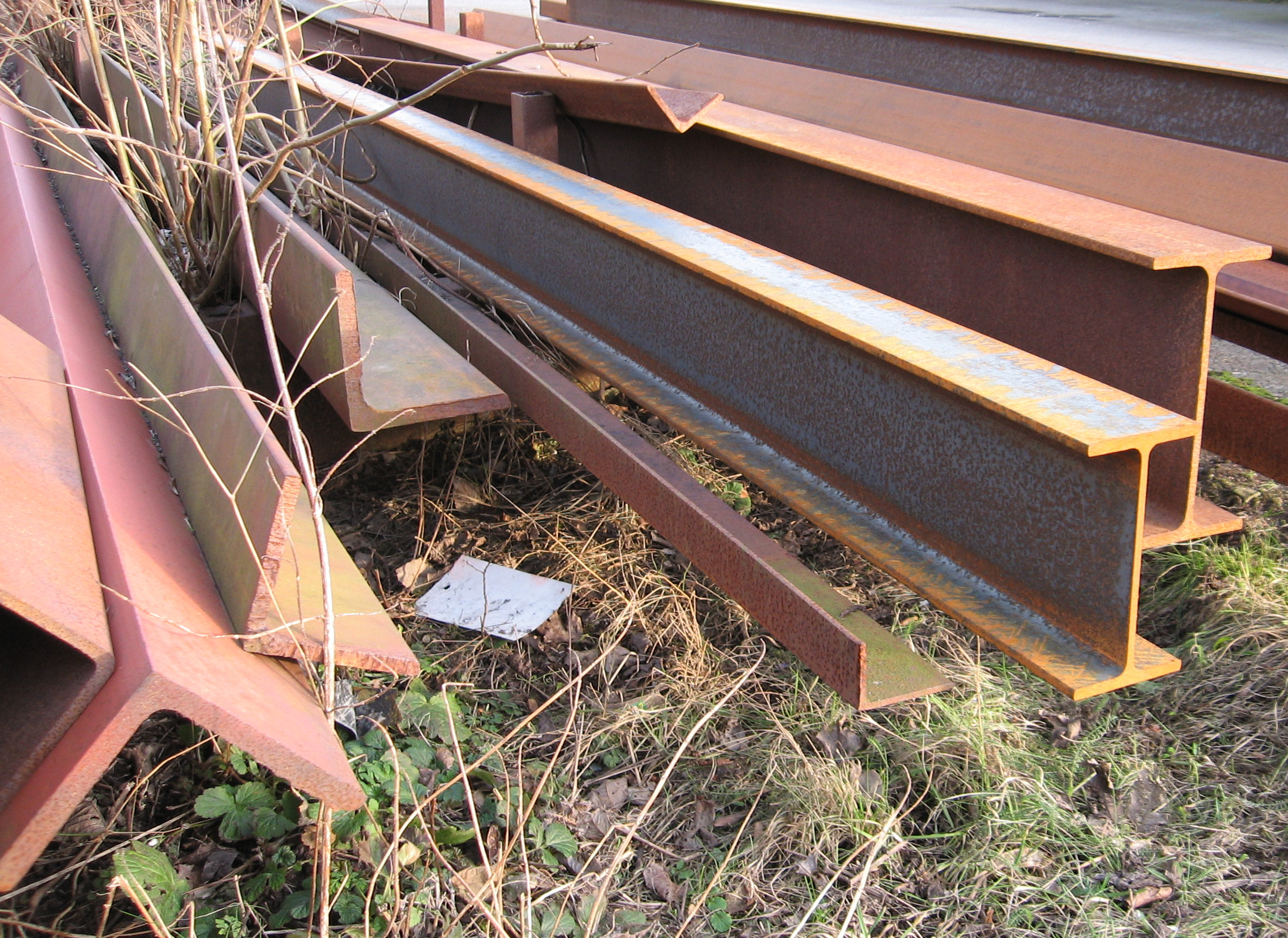
Un perfil L y un perfil I

El Perfil L es un tipo de producto laminado cuya sección tiene forma de ángulo recto, con las alas de igual o distinta longitud. Las caras de éstas son paralelas entre sí, y la unión de las caras interiores está redondeada. Las alas tienen el borde exterior con aristas vivas, y el interior redondeado.
También existen perfiles L soldados. Se sueldan dos placas rectangulares para formar una L.
También existen perfiles L plegados.
- Datos: Q9300450